# Nubah
Forma musical desarrollada en la música andalusí (composiciones de Al-Ándalus), según los historiadores medievales, como Al-Tifasi. Su consolidador fue Ziryab, esclavo liberado que llegó a la península ibérica a finales del siglo IX.
La nubah estaba formada por cuatro secciones:
1. Nasib: especie de preludio
2. Sawt: servía para introducir la temática
3. Muwassaha: poema más importante
4. Zéjel: que servía de conclusión. Algunos historiadores consideran que el zéjel fue inventado por el músico Ibn-Bayya, apodado Abenpace.

Como parece ser que los andalusíes no desarrollaron un sistema de notación musical, no nos han llegado partituras de esta música, solo las teorías.
- Datos: Q6046149